# Ярчук Михайло
Михайло Ярчук (Псевдо: Клим; 1921, с. Іванків, Борщівський район, Тернопільська область - 2 грудня 1952, м. Проскурів (тепер Хмельницький) – Чортківський Надрайонний провідник ОУН.

## Життєпис
Народився 1921 року в селі Іванків (тепер Борщівський район Тернопільської області).
Навчався у Станиславівській українській гімназії. 
У підпіллі з 1944 року. Провадив активну бойову діяльність. (За радянськими даними за 1944 - 1952 роки вбив 55 працівників МГБ, комуністичного партактиву та сексотів. 
У травні 1951 року був захоплений МГБ, погодився співпрацювати та був включений до складу агентурно-бойової групи для ліквідації підпільників ОУН. Коли агентурно-бойова група вийшла на своє перше завдання, дочекавшись зручного моменту, розстріляв 3-х агентів-бойовиків МГБ і знову пішов у підпілля.
Знову захоплений у квітні 1952 року разом з Володимиром Гнибідою - "Тарасом" через зраду Кам'янець-Подільського Окружного провідника (агента МГБ) Миколи Качановського - «Скоба».
Розстріляний у Проскурові 2 грудня 1952 року.